# Конец игры (фильм, 2009)
«Конец игры» (англ. Endgame) — британский исторический драматический фильм 2009 года режиссёра Пита Трэвиса по сценарию Паулы Милн, основанному на книге Роберта Харви о падении режима апартеида.
Премьера фильма состоялась 18 января 2009 года на кинофестивале Сандэнс. 4 мая 2009 года фильм транслировался на телеканале «Channel 4».

## Сюжет
В фильме показаны последние дни режима апартеида, с сосредоточением внимания на тайных переговорах между Африканским национальным конгрессом и африканерской Национальной партией при посредничестве британского бизнесмена Майкла Янга в загородном доме, принадлежащем компании «Consolidated Gold Fields» в городе Фрум в английском графстве Сомерсет. Особое внимание сфокусировано на эмоциональных отношениях между белым писателем-дипломатом Вилли Эстерхайзе и будущим президентом ЮАР Табо Мбеки.

## В ролях
| Актёр            | Роль                                                                                   |
| ---------------- | -------------------------------------------------------------------------------------- |
| Уильям Хёрт      | Вилли Эстерхайзе, профессор философии в Стелленбосском университете                    |
| Чиветел Эджиофор | Табо Мбеки, председатель информационного комитета Африканского национального конгресса |
| Джонни Ли Миллер | Майкл Янг, директор по коммуникациям «Consolidated Gold Fields»                        |
| Марк Стронг      | Нил Барнард, глава Национальной разведывательной службы                                |
| Дерек Джекоби    | Рудольф Агню, член «Consolidated Gold Fields»                                          |
| Тимоти Вест      | Питер Виллем Бота , государственный президент ЮАР                                      |
| Рамон Тикарам    | Азиз Пахад, глава международного отделения АНК                                         |
| Кларк Питерс     | Нельсон Мандела , президент АНК                                                        |
| Джон Кани        | Оливер Тамбо, бывший президент АНК                                                     |
| Лэнгли Кирквуд   | Джек Сворт, тюремный надзиратель Манделы                                               |

## Производство
Фильм имеет свои корни в дискуссии исполнительным продюсером «Daybreak Pictures» Дэвид Аукином и бывшим генеральным директором BBC Грегом Дайком, рассказавшим о желании сделать документальный фильм о секретных переговорах, которыми завершился апартеид, на что Аукин, известный постановкой политического спектакля «Ревизор», предложил превратить его в драму.
Аукин и его коллега по производству Хэл Фогель связались с Паулой Милн, в результате чего, она провела 18 месяцев в работе над сценарием и исследовала историю переговоров, говоря об этом с Табо Мбеки и Майклом Янг в ЮАР.. Пит Трэвис, режиссёр фильмов «Ома» (2004) и «Точка обстрела» (2008), ознакомился со сценарием, но не был заинтересован в съёмках исторической драмы о этих событиях и решил превратить фильм в политический триллер. Уильям Херт и Чиветел Эджиофор были заявлены на роли.. Хёрт, сыгравший президента Генри Эштона в фильме «Точка обстрела», был заявлен на роль Вилли Эстерхайзе, потому что Трэвис хотел задействовать актёров, с которыми работал раньше. Другие актёры были заинтересованы в роли даже после согласия Хёрта Трэвис хотел работать с Эджиофором — первым выбором для роли Табо Мбеки.
Съёмочная площадка была организована в ЮАР в январе 2008 года. Репетиции начались 14 апреля, и сцены, действие которых происходит в Великобритании, были сняты в остальной части месяца в большом загородном доме недалеко от Рединга в Беркшире. В мае производство было перенесено в Кейптаун, где съёмки проходили в течение шести недель. Съёмки завершились в августе. Мартин Фиппс сочинил саундтрек к фильму. Монтаж фильма был завершён 24 декабря 2008 года.

## Прокат
«Target Entertainment» продала права на распространение фильма на Каннском кинофестивале компании «American Film Market» в 2009 году. Мировая премьера фильма состоялась 18 января 2009 года на кинофестивале Сандэнс. Показ фильма был запланирован на телеканале «Channel 4» в середине 2008 года. Премьера в Великобритании состоялась на кинофестивале «Human Rights Watch Film Festival» в марте и фильм был показан 4 мая на «Channel 4». В США премьера состоялась 25 октября 2009 года в программе Masterpiece на PBS. За этим последовал показ в кинотеатрах через в некоторых городах США
Рейтинги показали, что первую трансляцию фильма на «Channel 4» смотрели 837 тысяч зрителей (3,9 % доли аудитории), 64 тысячи на канале «Channel 4+1». Повторный показ 9 мая собрал у экранов 336 тысяч зрителей (1,7 %) на Channel 4, и 35 тысяч на канале 4+1.

## Критика
В целом фильм приняли положительно. Обзор «Rotten Tomatoes» сообщает, что 71 % профессиональных критиков дали фильму положительный отзыв, с средней оценкой в 6,5 из 10. «The Daily Telegraph» похвалила работу Ли Миллера, а «The Independent» — сценарий Паулы Милн. В «The Times» оценили фильм на четыре из пяти звезд
24 апреля 2009 года в программе «Today» на «BBC Radio» Майкл Янг признался, что Табо Мбеки предложил ему написать последнюю главу книги «Fall of Apartheid» Роберта Харви — «Endgame» — на которой основан этот фильм